# Dějiny Prahy 1348–1523

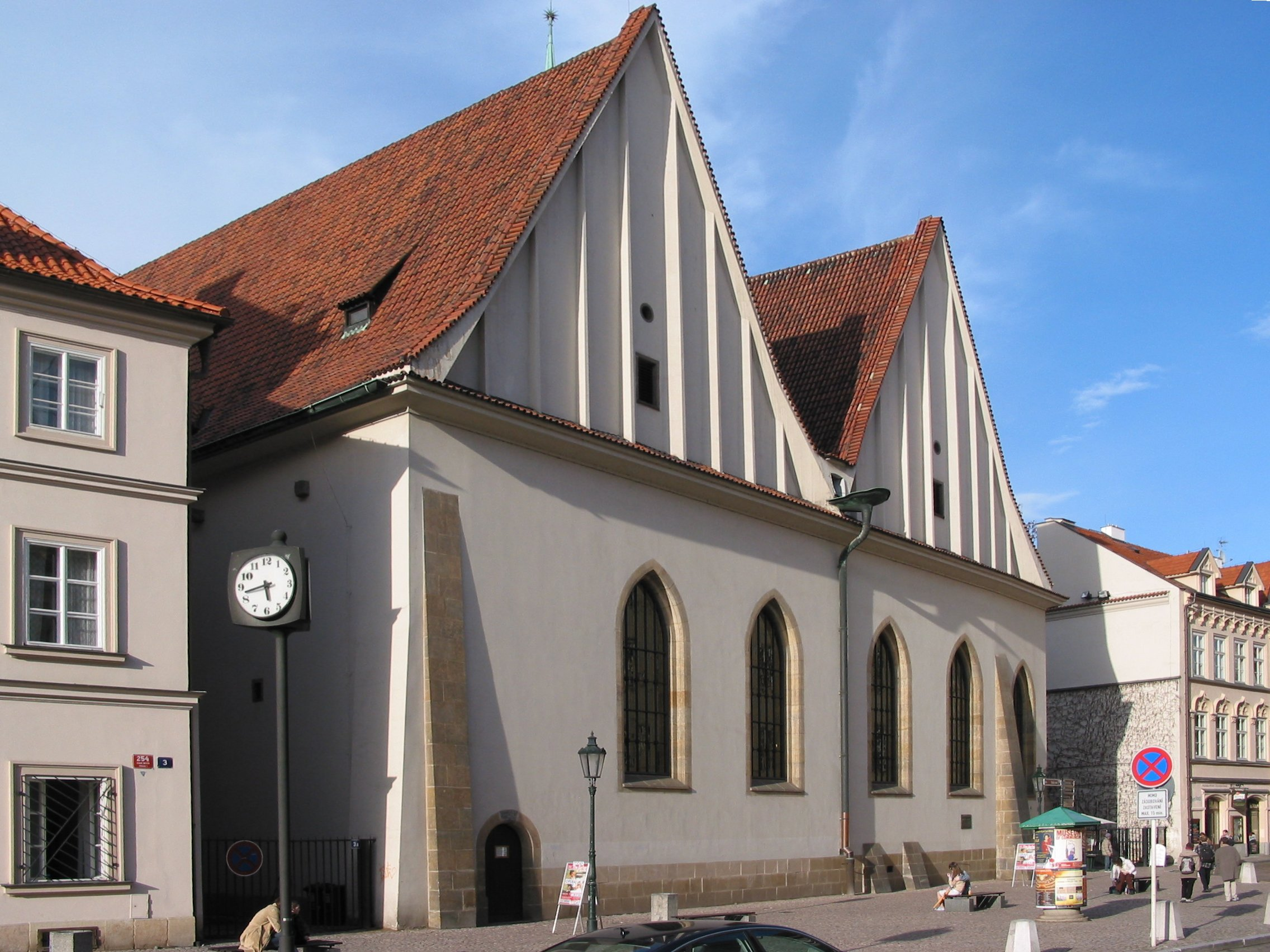
Betlémská kaple, působiště Jana Husa, z jehož učení vycházelo husitství

Období Prahy v letech 1348–1523 je dobou závratné proměny pražského souměstí, jeho podstatného rozšíření za Karla IV., husitských válek, rozvoje stavebního i hospodářského, ale také vzestupu politické moci města v době přechodu ke stavovskému uspořádání státu.

## Rozvoj za Karla IV. a Václava IV.

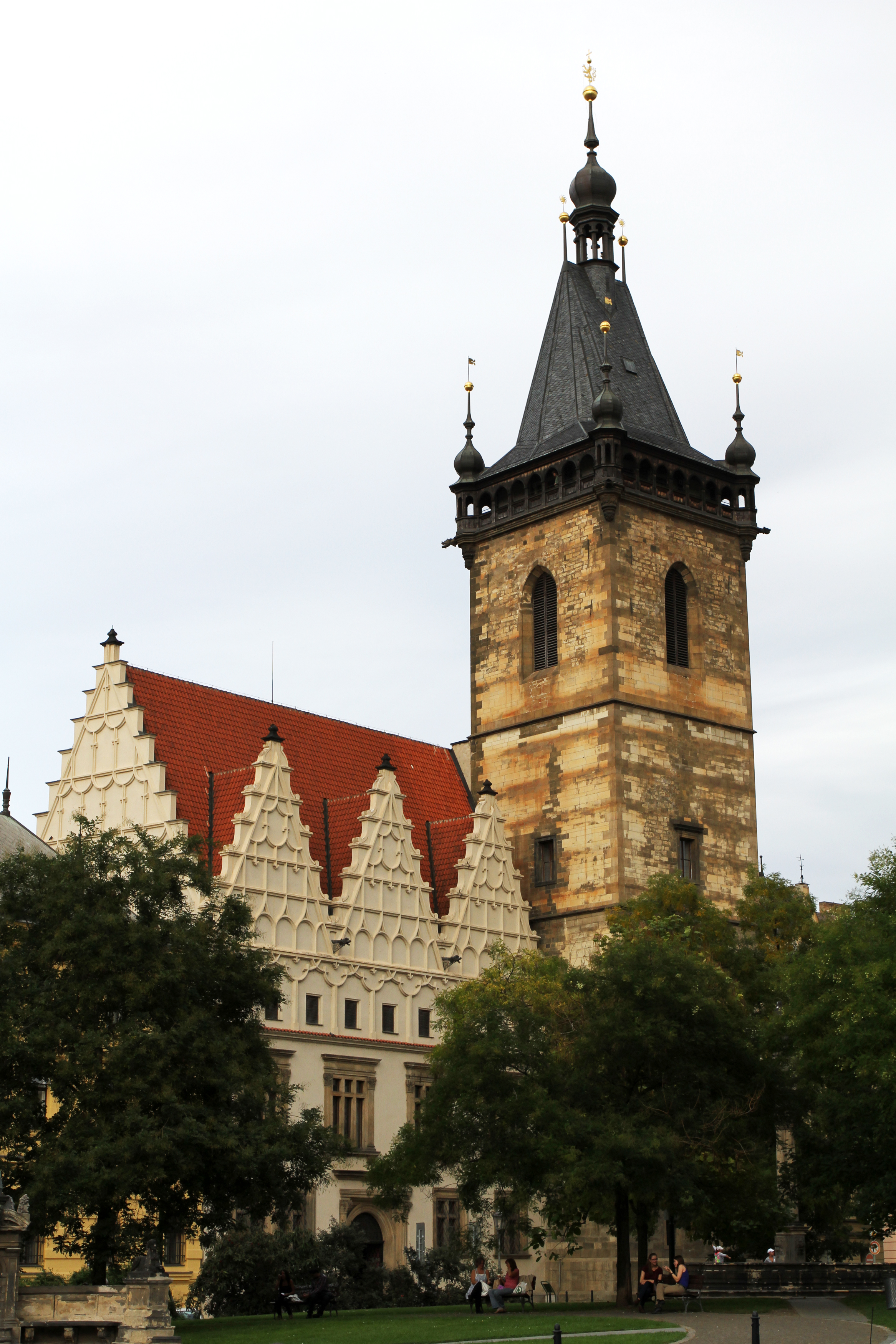
Praha se výrazně rozšířila založením Nového Města; na jeho radnici pokojný vývoj roku 1419 skončil

Do dějin Prahy výrazně zasáhl Karel IV., který usiloval o její přeměnu v reprezentativní sídlo nejen českého království, ale i celé římské říše. Rozvoj města pokračoval i za vlády jeho syna Václava IV.
Roku 1348 Karel IV. založil Nové Město, kterým velkoryse rozšířil pravobřežní Staré Město širokým pásem sahajícím od oblasti Poříčí se starobylým kostelem sv. Klimenta a kostelem sv. Petra až k Vyšehradu na jihu; k zamýšlenému spojení obou měst však nedošlo. Následně rozšířil i levobřežní Malou Stranu výstavbou Hladové zdi. Celkový počet obyvatel všech čtyř pražských měst je po roce 1348 odhadován na asi 40 tisíc a stala se jedním z největších měst Starého kontinentu.
Praha procházela bouřlivým stavebním rozvojem. K nejvýraznějším veřejným stavbám patřil monumentální kamenný (dnes Karlův) most s reprezentativní bránou v podobě Staroměstské věže, který nahradil povodní stržený Juditin most z 12. století. Stavební práce se kromě Pražského hradu (nová katedrála a přestavba královského paláce) soustředila především do velkoryse urbanisticky založeného Nového Města se třemi hlavními náměstími (Senný, Koňský a Dobytčí trh), kde vyrůstá soustava nových kostelů s kláštery (Emauzský klášter, Karlov ad.). Stranou nezůstávalo ani Staré Město, například Týnský chrám, klášterní kostely sv. Jiljí a sv. Jakuba, na Malé Straně kostel sv. Tomáše. Nově byl také opevněn Vyšehrad (brána Špička) a vystavěn zde nový kapitulní kostel.
K příznivému rozvoji města přispělo i to, že bylo jen málo dotčeno velkou morovou epidemií v polovině století. Roku 1348 byla založena Karlova univerzita, první univerzita na sever od Alp. Vznikla listinou vydanou císařem Karlem IV., měla čtyři fakulty a studovali zde příslušníci čtyř národů; Češi, Poláci, Bavoři a Sasové. Rozkvět obchodu i vzdělanosti zařadil Prahu mezi přední evropská města a trval též v počátcích vlády Karlova syna Václava IV.
18. dubna 1389, během Velikonoc, došlo k protižidovskému pogromu  v pražském židovském ghettu, kdy pod (údajnou) záminkou, že židovským chlapcem byl znesvěcen kříž nesený křesťany v průvodu, došlo k vydrancování pražského ghetta a k vyvraždění téměř celé židovské komunity v Praze s více než třemi tisíci oběťmi. Událost známá též jako Krvavé Velikonoce. se stala největším pogromem v české historii.

## Husitské období

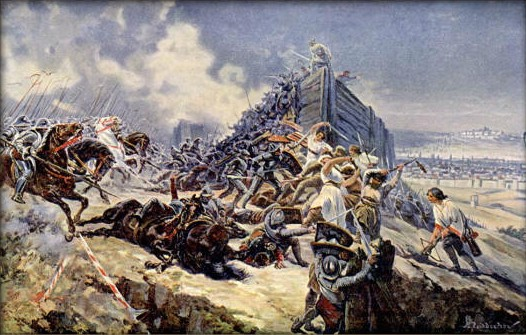
Bitva na Vítkově, klíčový okamžik v dějinách Prahy i husitství

Zásadní roli sehrála Praha v době husitství. Západní církev procházela krizí (papežské schizma), které bylo v Praze doprovázeno prudkým nárůstem jejího majetku a úřadů v době rozkvětu města. Již v předhusitské době kazatelé kritizovali nešvary církve a toto reformní hnutí se pak soustředilo na univerzitě a vyvrcholilo v postavě Jana Husa, kazatele v Betlémské kapli. Sociální skladba obyvatel Nového Města, vzestup významu českého obyvatelstva a ponárodněním univerzity dekretem kutnohorským roku 1409 pak předznamenalo sociální a národnostní aspekty husitské revoluce.
Vlastní revoluce započala svržením protireformních konšelů radikály vedenými novoměstským kazatelem Janem Želivským z Novoměstské radnice roku 1419. Po nezdařené snaze pražanů o dohodu s nástupcem krále Václava Zikmundem došlo roku 1420 k obležení Prahy a její obhájení mělo rozhodnout i o osudu husitského hnutí. Praze proto přišli na pomoc venkovští stoupenci husitství a v nevelké, ale strategicky významné bitvě na Vítkově za vedení Jana Žižky byl útok odražen; vítězství pak bylo potvrzeno v bitvě pod Vyšehradem. Zároveň byl v té době v Praze potvrzen husitský program v podobě čtyř artikul pražských a Praha získala vedoucí roli v rané fázi husitství, dotvrzenou roku 1421 vznikem pražského svazu středočeských a východočeských měst a svou rolí na sněmu v Čáslavi. V Praze nastolená diktatura oblíbeného a radikálního Želivského byla 1422 ukončena jeho popravou na Staroměstské radnici a Praha pak zaujala středovou pozici mezi umírněnými a radikály. V roce 1424 však o svou vůdčí roli přišla, když byla ve svatohavelské koalici poražena Žižkou vedenými radikály v bitvě u Malešova.

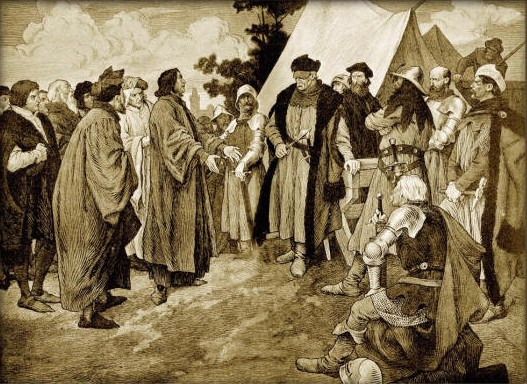
Umírněný Pražan Rokycana vyjednává s Žižkou

I po ztrátě předního postavení však Praha do vývoje v době husitských válek zasahovala. V dubnu 1427 proběhl v Praze převrat proti přívržencům Zikmunda Korybutoviče, který byl poté uvězněn na hradě Valdštejně. Z Prahy byli vyhnáni či od moci odstaveni konzervativní kněží a univerzitní mistři a do čela pražského duchovenstva byl zvolen duchovní vůdce umírněných pražských husitů, týnský farář Jan Rokycana. Odvetný pokus o převrat, který připravovali konzervativní kališničtí páni pod vedením Hynka Koldštejnského a Jana Smiřického ve spolupráci s katolickými pány počátkem září téhož roku, se nezdařil. Pražské souměstí se dlouhodobě přiklonilo ke spolupráci s radikálními husitskými svazy. 
Roku 1434 se staroměstští spojili s umírněnými husity a katolíky, dobyli Nové Město a přispěli k porážce polních vojsk radikálů v bitvě u Lipan. Rokycana, který patřil k hlavním husitským vyjednavačům na basilejském koncilu, byl v roce 1435 zvolen českým sněmem pražským arcibiskupem (církví však nikdy neuznaným).  Husitské požadavky byly následně dojednány se zástupci koncilu v kompromisní podobě roku 1436, vtěleny do textu basilejských kompaktát a umístěny v kapli Božího Těla na Novém Městě. 
Výsledkem husitského období bylo počeštění pražských měst, pokles významu duchovních, nárok Starého Města v účasti na zemských sněmech a celkové posílení postavení města.

## Doba pohusitská
Roku 1483 došlo k povstání a defenestraci, které rozpoutali utrakvisté, ovšem jako reakci na připravované násilné kroky katolíků. Během bouři byla z města vyhnána řada mnichů, kněží i řadových katolíků. Vzpoura byla mimořádně násilná – vyvrcholila vražděním na Staroměstské i Novoměstské radnici a obsazením Pražského hradu a Vyšehradu. Jejím výsledkem bylo zvýšení pravomocí utrakvistů, ale také zhoršení vztahů s Vladislavem Jagellonským. Rozbouřená situace byla urovnána až v průběhu Kutnohorského sněmu, který naznačil budoucí vývoj celé Evropy.